# Mitchell’s Fold

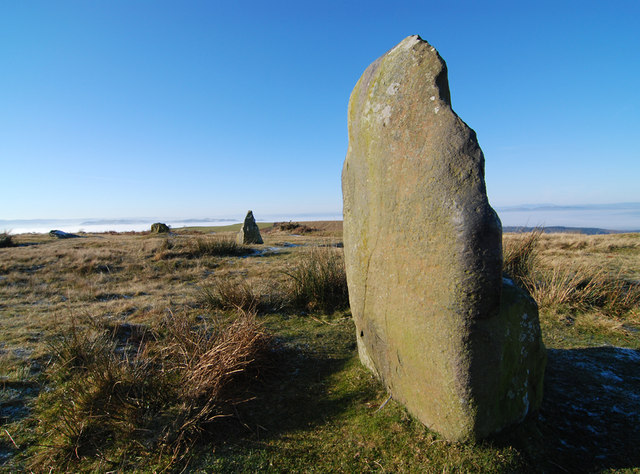
Zachodni fragment kręgu

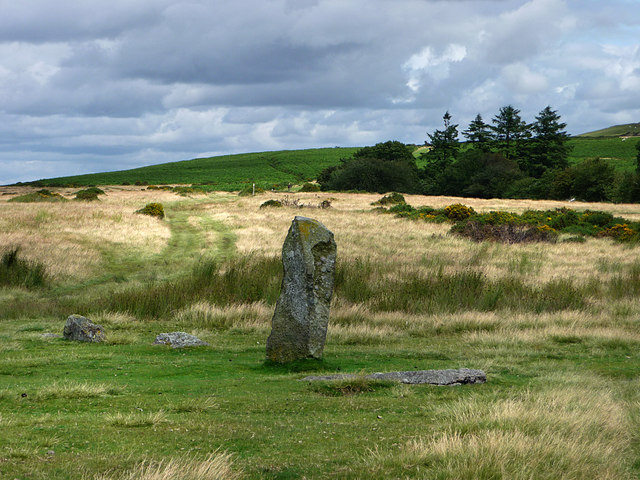
Jeden z głazów składających się na krąg

Mitchell's Fold – kamienny krąg z epoki brązu położony w okolicach wsi White Grit, w hrabstwie Shropshire, w zachodniej Anglii. Położony jest na wysokości ok. 330 metrów n.p.m. Znajduje się pod opieką organizacji English Heritage.

## Historia
Krąg został wzniesiony w późnej epoce brązu, pomiędzy 2000 a 1400 lat p.n.e. Do budowy użyto skał dolerytowych pochodzących z okolicznego wzgórza Stapeley.

## Wygląd
Obecnie krąg składa się z 14 głazów rozmieszczonych na planie zbliżonym do okręgu. Przypuszcza się jednak, iż pierwotnie elementów budowli mogło być około 30. Najwyższemu z głazów, mierzącemu ok. 2 metrów wysokości, towarzyszył niegdyś drugi, tworząc wspólnie z nim wejście do kręgu. Prawdopodobnie w pierwszych stuleciach istnienia kręgu, w środku umieszczony był kamień centralny. Konstrukcja ma średnicę 27 metrów.

## Przeznaczenie
Badaczom nie udało się ustalić, do czego służył krąg. Wydaje się pewne, iż miał dla lokalnej społeczności znaczenie kultowe. Według niektórych teorii był miejscem odbywania uroczystości pogrzebowych. Według innych służył jako prymitywny kalendarz, zaś poszczególne elementy konstrukcji oznaczały konkretne zjawiska astronomiczne. Krąg mógł być także miejscem używanym do handlu wytwarzanymi w okolicy kamiennymi narzędziami.